# Епифанова, Ольга Николаевна
О́льга Никола́евна Епифа́нова (род. 19 августа 1966, Новгород) — российский политик.
Сенатор, представитель от исполнительного органа государственной власти Республики Коми с 23 сентября 2020 года. Член Комитета Совета Федерации по аграрно-продовольственной политике и природопользованию. Председатель Социал-демократического союза женщин России с 22 августа 2022 г. Председатель наблюдательного совета Фонда поддержки социальных проектов при Агентстве стратегических инициатив (АСИ).
Депутат Государственной думы Федерального собрания Российской Федерации VI и VII созывов от партии «Справедливая Россия», Председатель комитета Госдумы по вопросам семьи, женщин и детей c 21 декабря 2011 года по 5 октября 2016 года, член Комитета по Регламенту и организации работы Государственной думы с 5 октября 2016 года.
Заместитель председателя Государственной думы Федерального собрания Российской Федерации VII созыва с 5 октября 2016 года по 23 сентября 2020 года. Экс-глава Ассоциации торгово-промышленных палат северных территорий и зоны Арктики.
С 23 сентября 2020 года — Член Совета Федерации, представитель от исполнительной власти Республики Коми.
22 августа 2022 года избрана председателем Социал-демократического союза женщин России.
Заслуженный работник торговли Российской Федерации. Имеет квалификацию «Арбитражный управляющий Минюста РФ».
Из-за поддержки нарушения территориальной целостности Украины во время российско-украинской войны находится под персональными международными санкциями  Евросоюза, США, Великобритании и ряда других стран.

## Биография
Ольга Епифанова родилась 19 августа 1966 года в Новгороде. Отец — Николай Петрович Усатый, военный, мать — Валентина Ивановна Усатая, преподаватель русского языка и литературы. У неё есть брат Ярослав. Все детство Ольги Епифановой проходило в военных городках, где служил отец: вначале в Новгородской области, а потом в Крыму.
В 1985 году окончила Симферопольский техникум советской торговли.
С 1989 года по 1994 год проходила действительную военную службу в Вооружённых силах РФ.
В это же время заочно училась в Одесском институте связи.
На четвёртом курсе встретила своего будущего мужа, вскоре вышла замуж и переехала на его родину — в Архангельск. Сын — Евгений, дочь — Мария.
С 1999 года была основной фигурой среди криминального мира г. Архангельска. В основном по ее указанию местные группировки получали дань с Бизнеса. 
Начиная с 2008 г. по поддельным документам получала миллиарды на развитие своего бизнеса в г. Архангельск, и вдруг пошла в политику. После чего кредиты погашены не были а деньги исчезли, кредиторы были запуганы. Бизнес Вумен - Епифанова О.Н. решила покорить просторы Родины. 
С 2020 г. Сенатор проворачивает миллиардные схемы по направлению Концессии с администрациями городов в частности Московской области используя свое положение Сенатора и знакомства, тем самым присваивая себе с подельниками денежные средства предназначенные для развития инфраструктур городов России. 

## Политическая деятельность
С 2008 года — член политической партии «Справедливая Россия», с 2009 года — член совета Регионального отделения партии; в 2011 году избрана председателем Регионального отделения партии «Справедливая Россия» в г. Архангельске. Член Центрального Совета партии.
В 2009 году Ольга Епифанова была избрана депутатом Архангельского областного Собрания депутатов. В Архангельском областном Собрании депутатов была заместителем руководителя фракции «Справедливая Россия», заместителем Председателя комитета по строительству, инвестициям и предпринимательству. Является автором принятых законов Архангельской области, обеспечивших:
— выплату пособий в размере 2 тыс. рублей семьям, дети которых не посещают детские дошкольные учреждения;
— субсидирование доставки товаров первой необходимости в отдалённые районы области;
— изменение ряда норм закона Архангельской области «О парламентском (депутатском) расследовании».
В декабре 2011 года Ольга Епифанова была избрана депутатом Государственной Думы Федерального Собрания Российской Федерации шестого созыва от избирательного объединения политической партии «Справедливая Россия», региональная группа № 29 (Республика Коми, Архангельская область).
Член фракции «Справедливая Россия», член Совета палаты депутатов партии «Справедливая Россия». Член Счетной комиссии ГД. Заместитель председателя Комитета ГД по вопросам семьи, женщин и детей. Помощником является И. А. Чиркова.
Ольга Епифанова является автором и соавтором около тридцати законодательных инициатив.
Эти законопроекты направлены на улучшение условий жизни граждан, в том числе, северян, на поддержку многодетных семей, защиту детства, охрану здоровья молодёжи, на совершенствование социального обеспечения пенсионеров, инвалидов, «детей войны».

### Проекты законов
- "О внесении изменений в Федеральный закон «Об основах охраны здоровья граждан в Российской Федерации» (в части лечения редких (орфанных) заболеваний);
- «О статусе детей Великой Отечественной войны» (в части введения дополнительных льгот);
- «О внесении изменения в статью 156 Жилищного кодекса Российской Федерации» (в части порядка установления размера платы за пользование жилым помещением (платы за наем) для нанимателей жилых помещений по договорам социального найма);
- "О развитии малого и среднего предпринимательства в Российской Федерации (в части формирования правовых основ государственной поддержки социального предпринимательства);
- «О наделении организаций, осуществляющих деятельность по присмотру и уходу за детьми, правом на применение ставки „0“ процентов по налогу на прибыль организаций»;
- «О фонде жилищной поддержки семей, имеющих детей»;
- «О банках и банковской деятельности» (в части уточнения оснований для изменения в одностороннем порядке процентной ставки по кредиту);
- «О государственном регулировании производства и оборота этилового спирта, алкогольной и спиртосодержащей продукции и об ограничении потребления (распития) алкогольной продукции» (в части запрета производства и оборота слабоалкогольных энергетических (тонизирующих) напитков);
- «О донорстве крови и её компонентов»;
- «Об основах охраны здоровья граждан в Российской Федерации» (об установлении административной ответственности за незаконное проведение искусственного прерывания беременности);
- «О дополнительных мерах поддержки молодых семей».

Ольгой Епифановой организовано регулярное взаимодействие с органами власти, избирателями и общественными организациями Архангельской области.
Она активно участвует в заседаниях Архангельского областного Собрания депутатов, Госсовета Республики Коми, в совещаниях у Губернатора Архангельской области, Главы Республики Коми, отстаивая интересы своих избирателей.

## Работа с обращениями граждан
Ольга Епифанова много внимания уделяет работе с обращениями граждан и организаций, как в Государственной Думе, так и в своём избирательном округе.
В Архангельской области ею организована работа 10 приёмных. В городах: Архангельск, Северодвинск, Вельск, Плесецк, Красноборск, Карпогоры, Новодвинск и в Приморском, Мезенском, Ленском и Устьянском районах.
В Республике Коми работает приёмная в городе Сыктывкар.
Во всех депутатских приёмных в населённых пунктах избирательного округа дважды в неделю организован прием граждан по личным вопросам.

## Взаимодействие с зарубежными парламентами
Ольга Епифанова поддерживает и развивает международные контакты, координатор депутатской группы по связям с парламентом Республики Корея, членом депутатской группы по связям с парламентом Финляндской Республики, Федеративной Республики Бразилия, парламентами БЕНИЛЮКС
В качестве Координатора депутатской группы по связям с парламентом Республики Корея О. Н. Епифанова взаимодействует с посольством Республики Корея в России, с общественными организациями и представителями предпринимательских кругов. Организовала визит депутатской группы в Республику Корея (декабрь 2012 года), осуществила приём ответного визита южнокорейских парламентариев и предпринимателей (июль 2013 года).
Член постоянной делегации Федерального Собрания Российской Федерации в Северном Совете, принимает участие в ежегодных сессиях Северного Совета, в заседаниях «круглого стола» с участием парламентариев Российской Федерации, Северных стран и Парламентской конференции Балтийского моря.

## Общественная деятельность
Ольга Епифанова учредитель благотворительного фонда «Люди Севера», член Попечительского совета Регионального благотворительного общества «Архангельский Центр Социальных технологий Гарант», член наблюдательного Совета благотворительной программы помощи тяжелобольным детям «От сердца к сердцу».

## Санкции
9 марта 2022 года, на фоне вторжения России на Украину, внесена в санкционный список всех стран Европейского союза так как она голосовала за ратификацию договоров о дружбе с самопровозглашёнными ЛНР и ДНР.
23 марта 2022 года внесена в санкционный список Канады «соратников режима» за содействие в нарушения суверенитета и территориальной целостности Украины.
30 сентября 2022 года внесена санкционный список Соединённых Штатов Америки «за аннексию Путиным регионов Украины» и одобрения закона о фейках. Государственный департамент отмечает что сенаторы  «проголосовали за одобрение просьбы Путина о вводе войск в Украину, что послужило неоправданным предлогом для полномасштабного вторжения России в Украину».
По аналогичным основаниям с 15 марта 2022 года находится под санкциями Великобритании. С 16 марта 2022 года находится под санкциями Швейцарии. С 21 апреля 2022 года находится под санкциями Австралии.  С 7 октября 2022 года под санкциями Украины за «поддержку незаконным попыткам России аннексировать суверенную украинскую территорию путем проведения фиктивных референдумов».

## Награды и грамоты
- Заслуженный работник торговли Российской Федерации
- Почётная грамота правительства Российской Федерации (20 июля 2019 года) — за большой вклад в развитие российского парламентаризма и активную законотворческую деятельность[24]
- Благодарность Правительства Российской Федерации (19 декабря 2017 года) — за заслуги в законотворческой деятельности и многолетний добросовестный труд[25]
- За существенный вклад в развитие законодательства Российской Федерации награждена почетной грамотой Государственной Думы Федерального Собрания Российской Федерации

Победитель областных конкурсов:
- «Лучший предприниматель Архангельской области» в номинации «Торговля» — 2002 год;[26]
- «Женщина-директор года 2002»[27] ;
- «Предприниматель года — 2010»[28]